# 日本の思想
『日本の思想』（にほんのしそう）は、日本の政治学者で日本政治思想史が専門の丸山眞男による著作である。岩波新書（青版）の1冊として、1961年に岩波書店から刊行された。

## 概要
岩波講座『現代思想』や『図書』など、それぞれ別の媒体に発表された論考を集成したもので、2つの論文体の論考と2つの講演体の論考からなる。発表論考はそれぞれ1957年から1959年の時期のものである。歴史社会学者の小熊英二は、この時期の丸山の執筆論考の特徴として、『現代政治の思想と行動』に見られるような時事評論的な文章の数が減り、次第に日本政治思想史の研究に回帰していく時期であると指摘している。また、本書収録の所論考のうち、「「である」ことと「する」こと」は、高校国語（現代文）の教科書に掲載された経験がある。
また、本書全体に関する解題を試みたものとして宮村治雄『丸山真男『日本の思想』精読』（岩波現代文庫）がある。

## 掲載論考

### 日本の思想
- 1957年11月 岩波講座『現代思想』第11巻に発表

本論考は、日本思想史の包括的な研究が欠如しているという指摘からはじまり、日本の思想が持つ「無構造」という構造について、思想の継受などにおける問題を取り上げつつ論じられる。本論文について、政治学者の米原謙は、近代日本における「日本的感性」とマルクス主義の対立が主題になっていると指摘（丸山はこれらをそれぞれ「実感信仰」と「理論信仰」と呼ぶ）し、その二分論的構造を示している。

### 近代日本の思想と文学
- 1959年8月 岩波講座『日本文学史』第15巻に発表

プロレタリア文学の問題を題材に、小林秀雄の論なども参照しながら、近代日本の文学と思想の関係性とその特徴について論じる。政治学者の苅部直は、本論考にはこの時期以降の丸山が重視した「他者感覚」（「他者意識」）が主題化されていることを指摘している。また、米原謙は、本論考は丸山の戦後日本におけるマルクス主義の持つ力の減退という認識を反映していることを指摘する。

### 思想のあり方について
- 1957年6月 『図書』に掲載

丸山は、本論考では「タコ壺文化」と「ササラ文化」という文化の類型の対比を用い、このうち日本の文化を「タコ壺」型に当てはめ、その問題性について論じている。丸山はこの背景として、近代日本における西洋学問の継受がその表層のみにおいて行われ、それを支える基底的な文化や思想が取り込まれなかったことを指摘している。また、上安祥子は、本論考にみられるこの類型化は丸山の福沢諭吉研究を反映したものであることを指摘している。

### 「である」ことと「する」こと
- 1959年1月9日-12日 『毎日新聞』に掲載

本論考では、丸山は近代社会においては、「である」論理から「する」論理への相対的な移行がそれを特徴づけていると述べ、経済の領域においてはこの移行が進んでいる一方、政治の領域においては「する」論理があまり浸透していないことの問題性について具体例を多数交えながら論じている。